# Auerbach (Jagst)
Der Auerbach ist ein etwa 3 km langer Bach im Gebiet der Gemeinde Rainau im Ostalbkreis im östlichen Baden-Württemberg, der nach erst südwestlichem und dann westlichem Lauf gegenüber dem Rainauer Dorf Schwabsberg von rechts in die obere Jagst mündet.

## Geographie

### Verlauf
Der Auerbach entsteht auf etwa 493 m ü. NHN am Ostrand des Rainauer Waldgewanns Dornhäule zum Ellwanger Waldgewann Hungerberg nahe an einem der Gemeindegrenze folgenden Waldweg. Der unter ein Meter breite Bach fließt zunächst mit wenig Gefälle in sumpfigem Gelände etwa hundert Meter südwestwärts bis zum Waldrand und wird dann in einem Weggraben am Waldrand etwa ebenso lang nach Nordwesten geführt. Dann fließt er in einem sehr geraden Graben südsüdwestwärts in der Mitte seiner Talmulde, erst zwischen zwei Feldern, dann länger zwischen dem Langenfeld zur Linken und dem Waldgewann Dornhäule zur Rechten.
Dann lässt der Bach, nur etwa über hundert Meter von den Gebäuden des THW-Übungsgeländes im Süden entfernt, den Wald hinter sich und fließt in nunmehr etwas geschlungenem Lauf südwestwärts. Unmittelbar vor der Unterquerung eines von der Dalkinger Heidkapelle nordwärts führenden Feldweges passiert er einen links von Hecken umschlossen liegenden, etwa 6 Ar großen Teich. Auf der anderen Seite des Weges durchfließt er ein kleines, mit Bäumen und Hecken überwachsenes Feuchtgebiet. Von einem Quelle am Wegrand her erfährt der Bach einen verstärkenden Zufluss.
An der Nordwestspitze einer Waldinsel im Gewann Breite durchläuft er dann einen unter 0,2 ha großen Teich. Schon kurz vor diesem beginnt die Baumgalerie,  die den Bach nun fast ununterbrochen zwischen Wiesen und Äckern bis zur Mündung begleitet. Er passiert den von Feldern umgebenen Rainauer Aussiedlerhof Erdfeld, der in etwas Abstand rechtsseits liegt. Wenig danach unterquert der Auerbach erst den von dieser Kreisstraße abzweigenden Erschließungsweg zur Heidkapelle und dem THW-Gelände und gleich danach die K 3319 von Ellwangen im Nordwesten nach dem im Südosten recht nahen Dorf Dalkingen von Rainau.
Von nun an zieht der Bach auf dem starken letzten Drittel seines Laufes in seiner von Schwarzerlen dominierten Galerie kleinschlängelig westwärts, bald an dem teilweise wiederaufgemauerten und von einem Glasgebäude geschützten Limestor Dalkingen am linken Hang Gießelberg vorbei, während rechts der nur mäßig breiten Talmulde des Baches der Wald Unterer Wagenhart steht. Lange begleitet eine Heckenreihe am Mittelhang den linksseits das Limestor erschießenden Feldweg, kürzer auch ein Heckenzug vor dem Wagenhart. Die Bachsohle ist schlammig, manchmal liegen auf ihr auch Steine. Der Bach unterspült in seinem pendelnden Lauf auch Uferbäume. Auf einem frühen Abschnitt stehen am Ufer auch Korbweiden.
Gegen Ende unterquert der Bach die Talbrücke der B 290, passiert den Besucherparkplatz für das Limestor und fließt zuletzt neben einem Wirtschaftsgebäude und gegenüber der Kanalinsel mit dem örtlichen Sägewerk und dahinter dem Dorf Schwabsberg von Rainau auf etwa 439 m ü. NHN von rechts in die obere Jagst ein.   
Der Auerbach mündet nach etwa 3,1 km langem Lauf mit mittlerem Sohlgefälle von etwa 17 ‰ rund 54 Höhenmeter unterhalb seines Ursprungs im Dornhäule.
Der Auerbach besaß früher einen zweiten Oberlauf, der fast einen Kilometer östlich der Heidkapelle am Südwesthang des Hungerbergs entsprang, das THW-Übungsgelände durchlief, wo heute noch ein kurzer Laufrest mit einem etwa 5 Ar großem Teich existiert, und dann in etwa westsüdwestlichen Lauf bis zum auffälligen Laufknick an der K 3319-Unterquerung zog, wo er dem heutigen Auerbach von links zumündete. Dieses, wie auch heute der Oberlauf des Auerbachs selbst, früher längstenteils nur temporär wasserführende Gewässer mit einem ebensolchen kurzen linken Zufluss ist heute oberirdisch größtenteils verschwunden, vermutlich durch Dränage.

### Einzugsgebiet
Das 3,8 km² große Einzugsgebiet des Auerbachs liegt zur Gänze im Unterraum Goldshöfer Terrassenplatten des Härtsfeldvorlandes im Naturraum des Östlichen Albvorlandes. Sein höchster Punkt etwa 0,4 km nördlich seiner Quelle im Schwarzfeld erreicht etwa 501 m ü. NHN. Im Norden und Osten steht viel Wald, der Offenlandanteil wird von Äckern dominiert. Die einzigen Siedlungsplätze darin sind der Aussiedlerhof Erdfeld rechts des Mittellaufes und das Waldhotel Rainau im großen Waldgebiet Wagenhart; in seiner Waldlichtung stand früher das Waldkrankenhaus St. Anton. Beide Orte liegen wie auch der größte Teil des Einzugsgebietes im Gemeindegebiet von Rainau, ein unbesiedelter Randstreifen von ihm im Nordosten gehört zur Stadt Ellwangen.
Reihum grenzen die Einzugsgebiete der folgenden Nachbargewässer an:
- im Nordwesten fließt der auch Mittelbach genannte Saubrunnenbach weiter abwärts ebenfalls von rechts in die Jagst;
- im Nordosten entwässert der Hirschbach zur Röhlinger Sechta;
- im Osten tut dies ein tieferer, vom Holzbrunnen gespeister rechter Zufluss der Sechta;
- im Süden läuft die untere Röhlinger Sechta parallel zum Auerbach ihrer Mündung in die Jagst etwas aufwärts von diesem zu.

## Geologie
Der größte Teil des Einzugsgebietes liegt in Schichthöhe des Unterjuras. Erst am westwärts ziehenden Unterlauf streicht erst rechts und dann links am Hangfuß Knollenmergel (Trossingen-Formation) aus, unter dem zuletzt noch der Stubensandstein (Löwenstein-Formation)  auftaucht, in dessen Schichthöhe der Auerbach auch mündet.
Diese triassischen Schichten sind weithin durch geologisch viel jüngere überlagert, im Osten flächenhaft durch lössführende Fließerden, im Wald Wagenhart durch eine Insel dieses Materials, auf der wiederum eine Insel von Lösssediment aus dem Quartär liegt. Teils breite Schwemmlandbänder folgen dem Auerbach, seinem heute großteils verschwundenen linkem Oberlauf und weiteren früheren Gewässerachsen. Wenig vor der Mündung liegt ein Schwemmfächer.
Eine Störung auf der von Ost nach West ziehenden Tallinie aus dem unteren ehemaligen linken Oberlauf und dann vor allem dem Auerbach-Unterlauf wird vermutet.

## Natur und Schutzgebiete
Um die Heidkapelle ist ein kleines Landschaftsschutzgebiet Eichenhain bei der Dalkinger Heidkapelle ausgewiesen. Eine Baumgruppe beidseits des am Limestor vorbeiführenden Wirtschaftsweges ist Naturdenkmal.

## Geschichte
Die Trasse des ehemaligen Obergermanisch-Raetischen Limes verläuft in allenfalls einigen Metern Abstand parallel zum heutigen das Limestor Dalkingen erschließenden Wirtschaftsweg, den der Limes-Wanderweg des Schwäbischen Albvereins nutzt. Die Außenseite der Bauwerke lag im Norden, so dass also dort der Auerbach das erste Gewässer im unbesetzten Germanien war. Jenseits von dessen Unterlauf-Talmulde liegt im Wald Wagenhart um das Waldhotel ein Schwarm von hallstattzeitlichen Hügelgräbern.

### LUBW
Amtliche Online-Gewässerkarte mit passendem Ausschnitt und den hier benutzten Layern: Lauf und Einzugsgebiet des Auerbachs

Allgemeiner Einstieg ohne Voreinstellungen und Layer: Daten- und Kartendienst der Landesanstalt für Umwelt Baden-Württemberg (LUBW) (Hinweise)
1. 1 2 3  Höhe nach dem Höhenlinienbild auf dem Hintergrundlayer Topographische Karte.
2. ↑  Länge nach dem Layer Gewässernetz (AWGN), ergänzt um ein auf der Gewässerkarte nicht berücksichtigtes Anfangsstück, das auf dem Hintergrundlayer Topographische Karte abgemessen wurde.
3. ↑  Einzugsgebiet nach dem Layer Basiseinzugsgebiet (AWGN).
4. 1 2 3  Seefläche nach dem Layer Stehende Gewässer.
5. ↑  Natur teilweise nach dem Layer Geschützte Biotope.
6. ↑  Schutzgebiete nach den einschlägigen Layern.

### Andere Belege
1. ↑  Modellierte Werte nach Abfluss-BW Gewässerknoten MQ/MNQ
2. ↑  Alter linker Oberlauf nach den Meßtischblättern
  - 7026 Ellwangen von 1935
  - 7027 Zöbingen von 1935

in der Deutschen Fotothek.
3. ↑  Hansjörg Dongus: Geographische Landesaufnahme: Die naturräumlichen Einheiten auf Blatt 171 Göppingen. Bundesanstalt für Landeskunde, Bad Godesberg 1961. → Online-Karte (PDF; 4,3 MB)
4. ↑  Geologie nach den Layern zu Geologische Karte 1:50.000 auf: Mapserver des Landesamtes für Geologie, Rohstoffe und Bergbau (LGRB) (Hinweise)
5. ↑  Verschwundenes wieder hervorgehoben, Artikel der Schwäbisch Post vom 22. Juni 2022, abgefragt am 3. November 2022.